# Anas capensis
Anas capensis là một loài chim trong họ Vịt.
Loài vịt này phân bố ở các vùng đất ngập nước mở ở châu Phi cận Sahara.
Thân dài từ 44–46 cm.
Loài này là về cơ bản không di cư, mặc dù chúng di chuyển cách cơ hội với những cơn mưa. Giống như nhiều loài trong chi, con trống con mái có bề ngoài như nhau. 